# Alain Kervern
Pour les articles homonymes, voir Kervern.
Alain Kervern est un écrivain français né à Saïgon (Viêt Nam) le 14 janvier 1945. 

## Biographie
Diplômé de l’École nationale des langues orientales vivantes, et de l’université Paris-VII, il revient définitivement en Bretagne en 1973, à Brest, où il enseigne le japonais.
Il a traduit plusieurs poètes des traditions classique et moderne du haïku.
L‘ouvrage collectif intitulé Tro Breizh, en notre faim, notre commencement (Skol Vreizh, 2001) a reçu le Ginyù Haiku Prize en 2004.
Dans le souci de transmettre les valeurs pédagogiques attachées à l’apprentissage des techniques du haïku, il a traduit le manuel d’un instituteur japonais initiant les enfants à la pratique de ce genre poétique, dans une version en breton : Koroll an haïku (Skol Vreizh, 1999), et en français : La ronde des haïku (Ubapar éditions, 2004). Il organise des stages et des animations sur le haïku dans un esprit d’éducation populaire.